# Artis Ate
Artis Ate (ur. 29 lipca 1989 w Rucavie) – łotewski koszykarz, występujący na pozycjach rzucającego obrońcy lub niskiego skrzydłowego, reprezentant kraju, aktualnie zawodnik VEF Ryga.

## Osiągnięcia
Stan na 17 maja 2022, na podstawie, o ile nie zaznaczono inaczej.

### Drużynowe
- Mistrz:
  - ligi łotewsko-estońskiej (2022)
  - Łotwy (2019, 2021)
- Wicemistrz:
  - Ligi Bałtyckiej (2015)
  - ligi łotewsko-estońskiej (2019, 2021)
  - Łotwy (2015, 2017, 2018)
- Brąz ligi łotewskiej (2011, 2012)
- Zdobywca pucharu:
  - Rumunii (2020)
  - Łotwy (2022)
- Finalista Pucharu Ligi Bałtyckiej (2016)
- Uczestnik międzynarodowych rozgrywek:
  - Eurocup (2014/2015)
  - FIBA Europe Cup (2015/2016, 2019/2020 – final four)
  - ligi:
    - Mistrzów FIBA (od 2020)
    - bałtyckiej (2012–2015, 2016/2017)
    - VTB (2017–2019)

### Indywidualne
- MVP miesiąca ligi łotewskiej LBL (marzec 2014)

### Reprezentacja
- Uczestnik:
  - kwalifikacji do mistrzostw:
    - Europy (2020)
    - świata (2017 – 13. miejsce, 2021)

  - prekwalifikacji do mistrzostw świata (2020)